# 3829 Ґумма
3829 Ґумма (3829 Gunma) — астероїд головного поясу, відкритий 10 березня 1988 року.
Тіссеранів параметр щодо Юпітера — 3,298.